# Columbia Pictures Television
La Columbia Pictures Television, Inc. (abbreviato in CPT) è stata lanciata il 6 maggio 1974 dalla Columbia Pictures come società di produzione e distribuzione televisiva statunitense con sede al 10202 del West Washington Boulevard, a Culver City, Los Angeles. All'interno della CPT conflui la Screen Gems (SG), che già aveva assorbito la Pioneer Telefilms, entrambe di proprietà della Columbia Pictures. La società è stata attiva per 26 anni, dal 1974 fino a Capodanno 2001, quando è stata trasformata in Columbia TriStar Television (che è attualmente conosciuta come Sony Pictures Television), dalla fusione tra Columbia Pictures Television e TriStar Television. Un'entità separata della CPT continua ad esistere sulla carta come titolare delle proprietà intellettuali, sotto il nome di CPT Holdings (le iniziali stanno per Columbia Pictures Television) per mantenere i diritti d'autore dei programmi televisivi ancora in produzione come Febbre d'amore, così come delle vecchie produzioni in archivio che hanno visto nuove produzioni negli anni successivi la fine della serie originale, come Cosa sta succedendo!!.

## Storia

### Primi anni (1974-1982)
Lo studio ha cambiato nome il 6 maggio 1974 ed è stato suggerito da David Gerber. Già alla guida della Screen Gems, ha assunto le produzioni delle soap opera diurne Il tempo della nostra vita e Febbre d'amore. La sua prima serie prodotta è la sitcom That's My Mama che originariamente doveva essere una produzione Screen Gems. Il 13 giugno 1977, CPT ha acquisito i diritti di distribuzione mondiale di Barney Miller e Fish da Danny Arnold, Barnaby Jones di Quinn Martin e Soap da Witt/Thomas/Harris Productions. Il 27 giugno, CPT acquisisce i diritti di distribuzione domestica di quattro serie realizzate da Spelling-Goldberg Productions tra cui S.W.A.T., Starsky & Hutch, Charlie's Angels e In casa Lawrence dalla Metromedia Producers Corporation. Dal 1978 al 1986, CPT ha coprodotto serie con Spelling-Goldberg, tra cui Fantasilandia, Cuore e batticuore e T.J. Hooker. Il 19 febbraio 1979, CPT acquisì la TOY Productions, la cui produzione includeva What's Happening !! e Carter Country. Il 13 agosto 1981, CPT ha acquisito le attività televisive di Time-Life Films. Un anno dopo, la Columbia (di cui Time-Life Television era entrata a far parte) si è unita alla HBO e alla CBS per formare la TriStar Pictures. Il 17 maggio 1982, la Columbia Pictures ha acquisito la Spelling-Goldberg Productions per oltre $ 40 milioni.

### Gli anni della Coca-Cola (1982-1989)
Gli anni '80 hanno portato cambiamenti significativi alla CPT. Il 22 giugno 1982, The Coca-Cola Company ha acquistato la Columbia Pictures per $ 750 milioni. Nel 1983, la Coca-Cola diede vita alla CPT Holdings e nel 1984 scisse la CPT dalla Columbia Pictures Industries, facendola confluire nella neonata CPT Holdings. Il 30 gennaio 1984, CPT unì le forze con la Lexington Broadcast Services Company creando una joint venture tra le due società chiamata Colex Enterprises per distribuire gli show in biblioteca come Papà ha ragione e I Monkees, mentre per tutti gli anni '80 e '90, altri show come Vita da strega, Strega per amore e La famiglia Partridge sono stati concessi in licenza alla The Program Exchange . Lo stesso anno, la CPT ha acquisito i diritti di distribuzione della serie Benson.
Il 18 giugno 1985, Norman Lear e Jerry Perenchio vendettero la loro azienda, la Embassy Communications, Inc. (Embassy Pictures, Embassy Television, Tandem Productions e Embassy Home Entertainment) alla Coca-Cola, che acquisì così i diritti di serie TV come Arcibaldo, Sanford and Son, I Jeffersons, Good Times, Maude, Il mio amico Arnold, Archie Bunker's Place, L'albero delle mele, Giorno per giorno, Casalingo Superpiù e Il mio amico Ricky, insieme ad altri. Tuttavia Arcibaldo all'epoca, era ancora distribuito da Viacom Enterprises ma su licenza della Embassy. Sotto la proprietà della Coca-Cola, la Embassy continuò ad avere successo con 227 e Sposati... con figli. Lo stesso anno, Columbia e LBS Communications lanciarono What's Happening Now !! come prima trasmissione in syndication. La serie era un sequel della sitcom della ABC degli anni '70 What's Happening!!.
Nel 1986 avvennero importanti cambiamenti. Il 5 maggio, la Coca-Cola acquisì la Merv Griffin Enterprises, produttore della popolare serie Dance Fever, The Merv Griffin Show, e dei due game show Jeopardy! e La ruota della fortuna; (le versioni notturne sono state distribuite da King World, che ora è gestita dal successore CBS Television Distribution. Tuttavia, Sony Pictures Television gestisce le repliche di syndication off-net trasmettendole su GSN, mentre la società sorella Sony Pictures Home Entertainment possiede i diritti dei DVD, anche se, come i giochi, è improbabile che ottengano un rilascio adeguato). Sempre nel 1986, le precedenti società di Lear (Embassy Television, Embassy Telecommunications e Tandem Productions) furono fuse definitivamente per diventare la Embassy Communications; la Tandem ha cessato la produzione di show dopo la cancellazione de Il mio amico Arnold rimandone solo di nome, mentre le società Columbia ed Embassy hanno continuato ad esistere separatamente. Sempre nello stesso anno, il 28 agosto, la CPT ha acquisito la Four D Productions, Inc. di Danny Arnold per $ 50 milioni. Il 24 novembre 1986, la Coca-Cola raggruppò CPT, Embassy Communications e Merv Griffin Enterprises nella Coca-Cola Television, formando una nuova società di syndication di prima trasmissione; nacque anche la Coca-Cola Telecommunications (che durò solo un anno) a causa della fusione da parte della Coca-Cola dell'unità di distribuzione della Columbia Pictures Television e la The Television Programme Source (una syndication che era una joint venture tra Alan Bennett, Robert King ex presidente di King World, e la CPT che fu creato il 15 ottobre 1984, in cui la Coca-Cola originariamente aveva un piccolo investimento, e che distribuì nel 1985-1986 la versione notturna in syndication di The Price Is Right e avevano in programma di distribuire una nuova versione di Match Game in syndication nel 1987). La Coca-Cola Telecommunications acquisì così alcuni programmi che erano distribuiti o erano in programma per essere distribuiti sotto il nome della Columbia Pictures Television, tra cui What's Happening Now!!, The Real Ghostbusters, Dinosaucers e Punky Brewster oltre a prendere i diritti di distribuzione negli Stati Uniti di Hardcastle e McCormick da Colex. Punky Brewster, era un'ex produzione interna della NBC, dalla quale la Columbia ha acquisito i diritti per poterla continuare a produrre e distrivuire in syndication dopo la cancellazione da parte della NBC. Durante l'autunno del 1986, iniziò la produzione della sitcom Quattro donne in carriera, trasmessa per 7 anni con grande successo dalla CBS. Lo stesso anno, la TriStar Pictures fondò la TriStar Television iniziando la produzione della serie di breve durata Downtown. Nel 1987 la Tri-Star inizia a produrre più serie, tra cui Take Five, Nothing in Common, I miei due papà, Le notti del lupo e Buck James.

#### Columbia Pictures Entertainment (1987-1989)
Il 21 dicembre 1987, la Coca-Cola ha scorporato le proprie partecipazioni nel settore dell'intrattenimento vendendole alla Tri-Star Pictures, Inc. per $ 3,1 miliardi. La Tri-Star fu ribattezzata Columbia Pictures Entertainment (di cui erano parzialmente proprietari) dopo che il film Ishtar si è rivelato un noto fallimento sia dal punto di vista critico che finanziario. CPT Holdings è poi diventata una divisione autonoma da CPT. Nel gennaio 1988, la Columbia/Embassy Television e la Tri-Star Television furono fuse per creare la nuova Columbia Pictures Television e la Embassy Communications fu ribattezzata ELP Communications. Nel frattempo, Colex Enterprises, Coca-Cola Telecommunications ed Embassy Communications (il ramo distributore) furono a loro fuse nella nuova Columbia Pictures Television Distribution. Tutti i prodotti dell'epoca si concludevano con il logo Columbia tra il 1988 e il 1991. Il 2 febbraio 1988, Barry Thurston, vicepresidente della Columbia/Embassy Television, divenne presidente della neonata Columbia Pictures Television Distribution.
Il 2 febbraio 1989, la Columbia Pictures Television formò una joint-venture con Act III Communications di Norman Lear chiamata Act III Television per produrre serie televisive.

### Gli anni di Sony fino alla fine (1989-2001)
L'8 novembre 1989, Sony Corporation ha acquistato la Columbia Pictures Entertainment per $ 3,4 miliardi e il giorno successivo, Sony ha acquisito la Guber-Peters Entertainment Company (precedentemente chiamata Barris Industries una ex società di produzione di giochi televisivi con in libreria giochi tra cui The Newlywed Game, Il gioco delle coppie e The Gong Show) per $ 200 milioni dopo aver assunto i produttori cinematografici Peter Guber e Jon Peters per dirigere la compagnia. Il 5 novembre 1990, la CPE ha passato la sua unità di syndication di prima esecuzione Guber-Peters Television alla Columbia Pictures Television Distribution. Il 7 agosto 1991, la CPE ha cambiato il suo nome in Sony Pictures Entertainment e la TriStar Television è stato invece rilanciata il 10 ottobre. Per tutti gli anni '90 la SPE, tramite la CPT ha lanciato spettacoli di successo come Beakman's World su TLC e CBS nel 1992, Innamorati pazzi su NBC nel 1992, Ricki Lake in syndication che è durato 11 anni, La tata su CBS nel 1993, Cinque in famiglia su Fox, NewsRadio su NBC, Malcolm & Eddie su UPN nel 1996 (prodotta dalla TriStar Television), e la serie animata cult di breve durata The Critic su ABC e Fox nel 1994.
Grande successo ebbe la ritrasmissione fuori syndication di Seinfeld, una produzione della Castle Rock Entertainment e trasmessa originariamente dalla NBC, che la Columbia ridistribuì anni dopo. Il 21 agosto 1992, la controllata dalla Columbia, CAT Holdings, Inc. (Columbia Act III Television) e Franklin/Waterman Entertainment formarono una joint venture chiamata Franklin/Waterman 2. Il 7 dicembre 1992, Sony Pictures ha acquisito la libreria dei giochi della Barry & Enright Productions. Il 10 maggio 1993, CPT e MCA TV crearono le loro divisioni di "baratto". La divisione baratto della CPT si chiamava Columbia Pictures Television Advertising Sales (anche conosciuta come "Columbia Television Advertising Sales"). La divisione vendite ha gestito le serie di TriStar Television e Merv Griffin Enterprises; così come le serie off-net della Castle Rock Entertainment, HBO Independent Productions e Brillstein-Gray Entertainment.

#### Fusione con TriStar Television, ristrutturazione ed espansione (1994-2001)
Il 21 febbraio 1994 la Columbia Pictures Television e la TriStar Television furono fuse sotto la guida di Jon Feltheimer, diventando Columbia TriStar Television. Dopo la fusione, la Columbia Pictures Television Distribution è stata ribattezzata Columbia TriStar Television Distribution. Durante quell'anno, SPE acquisendo la Stewart Television entrò in possesso di un vasto catalogo di giochi televisivi prodotti in modo indipendente. Insieme ai programmi di gioco della Merv Griffin, Chuck Barris, Barry & Enright e CPT che già possedevano, questi entrarono a far parte del Game Show Network, lanciato il 1º dicembre 1994. Nel 1998, la ELP Communications confluì nella Columbia TriStar Television.
Il 1º luglio 2000, Barry Thurston si è dimesso dalla carica di presidente della Columbia TriStar Television Distribution dopo 17 anni e gli successe Steve Mosko. Il 1º gennaio 2001, la Columbia Pictures Television è stata trasformata in Columbia TriStar Television. Il 25 ottobre 2001, CTT e CTTD si sono fusi per formare la Columbia TriStar Domestic Television.
Il 16 settembre 2002, infine la Sony Pictures ha cambiato definitivamentre il nome del suo ramo televisivo in Sony Pictures Television.